# Roanoke Rapids
Roanoke Rapids é uma cidade localizada no estado norte-americano de Carolina do Norte, no Condado de Halifax.

## Demografia
Segundo o censo norte-americano de 2000, a sua população era de 16.957 habitantes.
Em 2006, foi estimada uma população de 16.505, um decréscimo de 452 (-2.7%).

## Geografia
De acordo com o United States Census Bureau tem uma área de
20,4 km², dos quais 20,3 km² cobertos por terra e 0,1 km² cobertos por água. Roanoke Rapids localiza-se a aproximadamente 44 m acima do nível do mar.

## Localidades na vizinhança
O diagrama seguinte representa as localidades num raio de 12 km ao redor de Roanoke Rapids.